# Pfaffenberg (Weimar)
Der sog. Pfaffenberg oder auch Vachenberg ist Teil des den Höhenzug bildenden Sperlingsberg, der zudem aus dem Kettenberg und dem Lindenberg bestand. Der Bereich war dicht bebaut und ein Armenviertel in der Jakobsvorstadt von Weimar. 

## Geschichte
Den Vachenberg mit seinen Steilböschungen vor ihrer künstlichen Einebnung hatte eine Höhe von 260 m. Einebnungen im Jakobsviertel gab es bereits im 19. Jahrhundert, wovon auch das Neue Museum Weimar kündet. 
Ein rakdikaler Einschnitt der Geschichte der Jakobsvorstadt wurde im Zusammenhang mit der nationalsozialistischen Umgestaltung Wirklichkeit, die zur Errichtung des Gauforums bzw. der Ferdinand-Freiligrath-Straße führten, letztlich restlos abgerissen. Stadtgeschichtlich ist der Bereich des Jakobsplan von großer Bedeutung, denn die stadtgeschichtliche Entwicklung nahm von hier ihren Anfang. Der Bereich nordöstlich vom Jakobsplan trug die Straßennamen Pfaffenberg bzw. Vachenberg. Er trug zeitweise auch Straßenbezeichnungen wie unter dem Bären oder unter dem Thüringer Hof. Heute ist die Straße mit den Gebäuden an der Nordseite der Friedensstraße überbaut.